# Cuerámaro
Cuerámaro är en kommunhuvudort i Mexiko.   Den ligger i kommunen Cuerámaro och delstaten Guanajuato, i den centrala delen av landet, 300 km väster om huvudstaden Mexico City. Cuerámaro ligger 1 724 meter över havet och antalet invånare är 13 937.
Terrängen runt Cuerámaro är platt åt nordost, men åt sydväst är den kuperad. Runt Cuerámaro är det ganska tätbefolkat, med 72 invånare per kvadratkilometer. Cuerámaro är det största samhället i trakten. I omgivningarna runt Cuerámaro växer huvudsakligen savannskog.